# Oides duvauceli
Oides duvauceli is een keversoort uit de familie bladkevers (Chrysomelidae). De wetenschappelijke naam van de soort werd in 1838 gepubliceerd door Félix Édouard Guérin-Méneville.